# 수원중앙병원

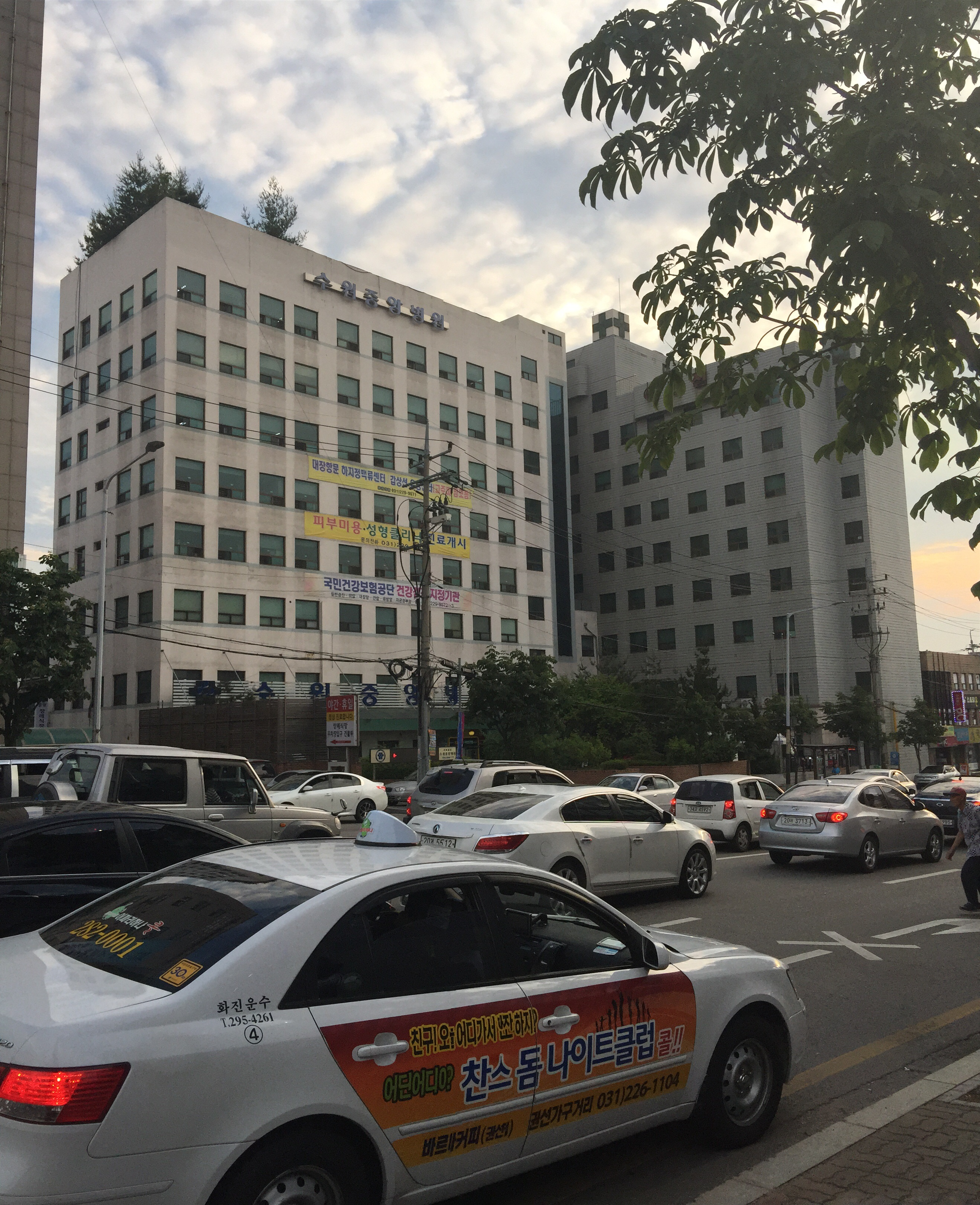
수원중앙병원

수원중앙병원(Cheongpa Medical Foundation)은 대한민국 경기도 수원시 권선구 654에 있는 병원이다.